# Abel Janszoon Tasman
Abel Janszoon Tasman (1603 – 1659. október 10.) holland felfedező, hajós és kereskedő, ő Tasmania névadója. Nagy érdeme, hogy több mint egy évszázaddal megelőzte James Cook kapitányt, aki a térség második nagy európai feltérképezője volt. 
Elsősorban a Holland Kelet-indiai Társaság megbízásából 1642 és 1644 közt tett utazásairól vált ismertté. Ő volt az első európai aki eljutott a Van Diemen földre (a mai Tasmaniára), Új-Zélandra és 1643-ban felfedezte a Fidzsi-szigeteket. Tasman kormányosa, Frans Jacobszoon Visscher és Isaack Gilsemans fontos térképészeti munkálatokat végzett Ausztráliában, Új-Zélandon és a Csendes-óceáni szigetvilágban. 

## Korai évek
1603-ban, a hollandiai Groningen tartományban, egy Lutjegast nevű faluban született. 1631-ből származik az első említése, amikor Amszterdamban feleségül vette Jannetjie Tjaerst. Nem sokkal később már a Holland Kelet-indiai Társaságnál szolgált, 1634-től egy Batávia (ma Jakarta) és a Maluku-szigetek között közlekedő hajón. Júliusban már kapitánya lett a Mocha nevű kisebb hajónak. 1637-ben látogatást tett Hollandiában, 1638 októberében feleségét is magával vitte Batáviába.

## Első utazása a Csendes-óceánon
1639-ben másodtiszt lett egy a Csendes-óceán északi részére induló expedícióban. Parancsnoksága alá tartozott a Heemskerck és Zeehaen (Tengerihal, illetve Tengeri Kakas) nevű hajó. Sok nehézség árán, a 90 fős legénység 40 tagjának elvesztése után novemberben elérték Formosa (ma Tajvan) szigetét. További utazásokat tett, 1640-ben és 1641-ben Japánba, 1642-ben Szumátrára, ahol kereskedelmi szerződést kötött a szultánnal. 1642 augusztusában egy az „ismeretlen déli földet” felfedezni hivatott expedíció vezetője lett. Akkoriban úgy hitték, hogy a Csendes-óceán déli részén van egy kontinens, csak addig még nem látták európaiak. Ma már furcsa lehet, hogy először Mauritiusra hajózott. Ennek oka, hogy a vitorláshajókkal nem mindig a legrövidebb út volt a legegyszerűbb, és figyelembe kellett venni a szél irányváltásait is. 

### Tasmania
1642. november 24-én megpillantotta egy új sziget nyugati partját, amelyet Anthony Van Diemen, Holland Kelet-India főkormányzója után Van Diemen-földnek nevezett el. A szigetet körbehajózta, az időjárás azonban kikötésre alkalmatlannak bizonyult. Végül azonban december 3-án a zászlókitűzéssel hivatalosan is birtokba vette a területet.

### Új-Zéland
Ezután északra akart fordulni, de a rossz széljárás miatt kelet felé sodródott. December 13-án meglátta egy új déli sziget északnyugati partvonalát. Kilenc nap alatt tovább hajózott keletre. Abban a hitben, hogy az újonnan felfedezett sziget az argentínai Staaten sziget nyúlványa, nem alkalmazott rá más nevet. Északra, majd keletre hajózva az egyik csónakját maorik támadták meg, négy emberét megölték.

### Visszaút
Tongát 1643. január 21-én érintették. A Fidzsi-szigeteket, ahol hajói majdnem zátonyra futottak, 1643 február 6-án fedezte fel. Június 15-én érkezett meg Batáviába.

## Második utazása a Csendes-óceánon
1644-ben a Limmen, Zeemeeuw ("Sirály") és Braek hajó élén Új-Guinea déli partjánál hajózott kelet felé. Feltérképezte Ausztrália északi partját. 
A Holland Kelet-indiai Társaság szempontjából utazásai nem hoztak kiemelkedő sikereket, hiszen nem sikerült ígéretes felvevőpiacot vagy új hajózási útvonalat találnia. Több mint egy évszázadig, James Cookig az európaiak nem látogatták meg Tasmaniát és Új-Zélandot, Ausztráliába is csak véletlenül tévedtek.

## Később
1644. november 2-án a batáviai igazságügyi tanács tagja lett. 1646-ban Szumátrára, 1647 augusztusában Sziámba (ma Thaiföld) tett utazást. 1648-ban Manilába akart menni az Amerikából ezüstöt szállító spanyol hajók ellen, de sikertelenül kellett visszafordulnia a következő év januárjában. 1649 novemberében elítélték, mert egy emberét tárgyalás nélkül akasztatta fel. Ezért felfüggesztették parancsnoki pozíciójából, büntetést és a rokonok számára kártérítést kellett fizetnie. 1651-ben visszahelyezték, hátralevő életét Batáviában töltötte. Ott halt meg 1659 októberében. Második felesége és első házasságából származó lánya maradt utána. Kiemelkedő fontosságú felfedezéseket tett, ám ezek több mint 100 évig kihasználatlanok voltak.